# Gouvernement Witebsk

Wappen des Gouvernements Witebsk

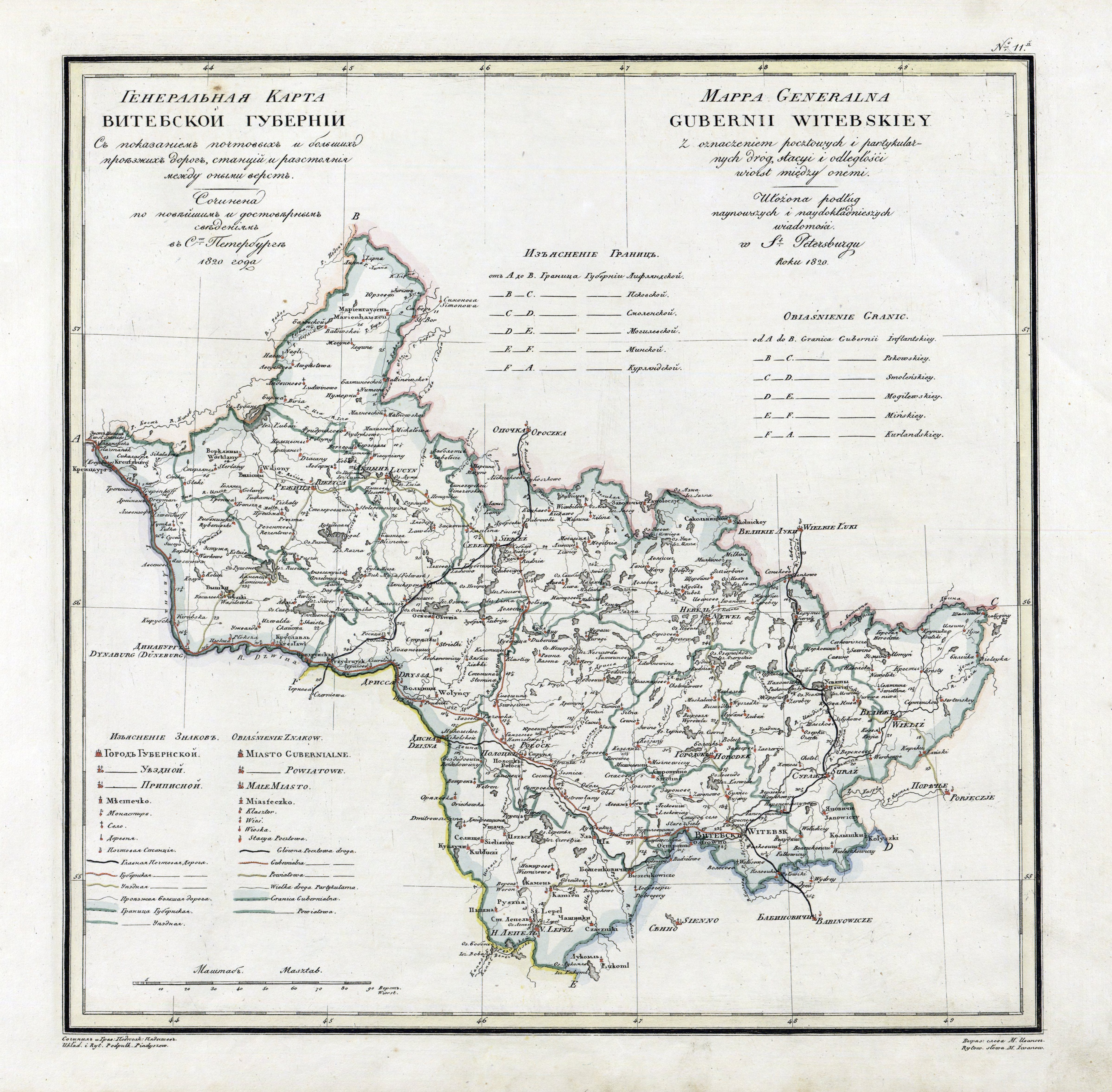
Karte von 1821 (russisch-polnisch)

Das Gouvernement Witebsk (russisch Витебская губерния/Witebskaja gubernija) war eine Verwaltungseinheit des Russischen Kaiserreiches. Heute gehört das Gebiet größtenteils zu Belarus, der nordwestliche Teil zu Lettland und der nördliche und östliche zu Russland. Es grenzte an die Gouvernements Pskow, Smolensk, Mogiljow, Minsk, Wilna, Kurland und Livland und umfasste 43.984 km² (nach Strelbitsky 45.166 km²) mit der Hauptstadt Witebsk.
Das Gouvernement umfasste um 1900 elf Kreise:
- Drissa (heute Werchnjadswinsk)
- Gorodok (weißruss. Haradok)
- Lepel
- Newel
- Polozk (weißruss. Polazk)
- Sebesch
- Welisch
- Witebsk
- Dünaburg/Dwinsk (lett. Daugavpils)
- Ljuzin (lett. Ludza)
- Reschiza (lett. Rēzekne)

Die drei letztgenannten gehörten in der Ordenszeit zu Livland und wurden später „Polnisch-Livland“, von den Landleuten Niflant und Iflant genannt. Es handelt sich hierbei um das heutige Lettgallen.
Witebsk bildete früher einen Teil des Fürstentums Polozk, kam im 14. Jahrhundert an Litauen und wurde eine Woiwodschaft (Woiwodschaft Witebsk). Es fiel 1772 bei der ersten Teilung Polens an Russland und wurde 1796 mit Mohiljow zur Statthalterschaft Weißrussland vereinigt, 1802 aber wieder davon getrennt und als eigenes Gouvernement organisiert. Es bestand bis 1924.

## Statistik
Die Bevölkerung umfasste 1897 1.489.246 Einwohner. Sie bestand aus 788.599 Weißrussen, 264.062 Letten, 198.001 Russen, 174.240 Juden, 50.377 Polen und 7361 Deutschen. Der Religion nach gab es 1897 24 % Römisch-Katholische und 61 % Orthodoxe. Die Stadtbevölkerung war überwiegend polnisch und jüdisch, während die Landbevölkerung überwiegend aus Weißrussen (im Nordwesten Letten) bestand. Wie überall in den westlichen Teilen des Russischen Reiches gab es im 19. Jahrhundert starke Tendenzen zur Russifizierung, die um 1890 intensiviert wurden.
Die Sümpfe dieser Gegend nahmen über 4700 km² ein. Vom Areal entfielen 27,2 Prozent auf Acker, 34,6 auf Wald, 18,6 auf Wiese und Weide, 19,6 Prozent auf Unland.
Die Zahl der Eheschließungen war 1885 8.044, der Geburten 50.779, der Verstorbenen 32.245.
Witebsk gehörte nicht zu den fruchtbarsten Gouvernements, und die Ernten zeigten sich nur in den günstigsten Jahren als genügend für die Bevölkerung. 1887 lieferte die Ernte 2,6 Millionen hl Roggen, 2,6 Millionen hl Kartoffeln und 1,9 Millionen hl Hafer. Der Viehbestand bezifferte sich 1883 auf 455.312 Stück Rindvieh, 229.530 Pferde, 265.854 grobwollige Schafe, 216.274 Schweine. Die Kartoffel musste oft das Brot ersetzen. Flachs wurde viel angebaut und bildete einen Hauptartikel der Ausfuhr über Riga.
Die Industrie war Ende des 19. Jahrhunderts nicht bedeutend: 672 Fabriken mit 2936 Arbeitern und einem Produktionswert von 7.887.000 Rubel. Wesentliche Industriezweige waren Getreidemühlen, Branntweinherstellung, Lederverarbeitung, Bierbrauerei und Tabakindustrie.
Der Handel wurde durch die Düna, den Beresinakanal (der die Düna mit dem Dnepr verbindet) und durch die Eisenbahn von Witebsk nach Smolensk wie anderseits nach Dünaburg befördert und namentlich Flachs, Leinsaat, Bauholz und Häute vertrieben. Die Einfuhr bestand in bedeutenden Quantitäten Getreide aus Smolensk, Tuchen aus Grodno, Kolonial- und Galanteriewaren aus Riga und Moskau. Der bedeutendste Handelsplatz war Witebsk.
Witebsk hatte 1885 330 Elementarschulen mit 12.433 Schülern, 9 Mittelschulen mit 1983 Schülern und 2 Fachschulen mit 282 Schülern, nämlich ein geistliches und ein Lehrerseminar.